# Starše
Starše – wieś w Słowenii, w gminie Starše. W 2018 roku liczyła 738 mieszkańców.